# 藤塚鄰
藤塚 鄰（ふじつか ちかし、1879年〈明治12年〉6月26日 - 1948年〈昭和23年〉12月24日)は、明治-昭和期の日本の漢学者・昭和天皇進講者・帝国大学教授・斯文会理事長・大東文化学院（大東文化大学）総長・位階は従二位・勲等は勲二等。号は素軒。旧姓佐々木、鄰は隣の旧字。

## 人物・業績
1879年（明治12年）、岩手県前沢村（江戸期の仙台領前沢城下、旧岩手県胆沢郡前沢町、現：奥州市前沢）の佐々木家に生まれる。
1908年（明治41年）、東京帝国大学支那哲学科卒業後、旧制第八高等学校（現：名古屋大学）教授に就任。1923年（大正10年）より中国留学。1928年（大正15年）日本領朝鮮の京城(ソウル)帝国大学新設開校と同時に教授、1931年（昭和6年）に法文学部長となり1940年（昭和15年）、京城帝国大学退職し帰国する。在職中の1937年（昭和12年）、昭和天皇に漢書を進講する。
帰国直後に大東文化学院（現：大東文化大学）教授となり、1948年（昭和23年）、新制大学移行翌年に控えた大東文化学院総長就任するも、同年末胃癌により死亡。
朝鮮で儒学教育を担ったのは、朝鮮が日本の植民地であった時代。その信念行動により韓国を含め東アジアで高い評価を得ている。
息子である藤塚明直は、死の前に父が研究して集めていた金正喜と関連するすべてのデータを、秋史の故郷である韓国に2006年に返還した。その多くの資料を無償で韓国に返した理由については、「百済の王仁博士が日本に儒学と漢字を紹介したことに対する恩返し」と答えた。

### 岩手県前沢・生家佐々木家
江戸期に仙台領前沢城城主三沢家の家臣であった砲術師・佐々木篤太郎好謙と母ナヲの次男として、明治維新後の1879年（明治12年）に生まれる。佐々木家は江戸期は武家居住域である下小路に屋敷を構えていたが、明治維新後、商家町である新町に転居している。
佐々木家は明治期、県内でも有力な米穀商であった。鄰より27歳年上の兄の敬太郎（学者・教育者）に続き鄰も前沢を離れ、敬太郎、鄰の姪ヨシの婿・千代治が佐々木家の家業を継いだ。
1940年（昭和15年）、前沢上野原に鄰が篆額した千代治の頌徳碑がある。千代治は大正後期から昭和初期にかけての十数年にわたり、私財を投じて大部分が荒れ地であった前沢上野原に堤数か所他を築造し、上野原開拓父と呼ばれている。

### 宮城県塩釜・養家藤塚家
兄敬太郎は、教育者であった。仕事都合により仙台や塩釜、松島等に家移りしていた。鄰は敬太郎の誘いにより、1892年（明治25年）より鹽竈神社祠官であった藤塚家に寄宿した。その後旧制第二高等学校(東北大学)から東京帝国大学支那哲学科に進み1908年（明治41年）に卒業。藤塚家に養嗣子入籍した。その時期は1897年（明治30年）または1906年（明治39年）と二説伝わっている。養母は藤塚ナヲという名で、実母佐々木ナヲと同名である。藤塚ナヲの夫は養入嗣前に死亡していた。

### 大学卒業から京城帝国大学時代まで
1908年（明治41年）大学卒業後、旧制第八高等学校(名古屋大学)教授となる。1923年（大正10年）に中国に留学し、1928年（大正15年）に日本領朝鮮の京城(ソウル)帝国大学教授に就任。
就任当時の朝鮮総督は齋藤實（奥州市水沢出身・第三十代首相）。
京城帝国大学における韓国儒教研究は、藤塚鄰教授ら3名により発展。鄰は「日鮮清の文化交流」「清朝文化東伝の研究」等を著し、東アジア各国に敬意を持っていた。
齋藤實は1927年（昭和2年）朝鮮総督を退任したが、1929年（昭和4年）再び就任した。
齋藤総督は京城帝国大学との連携を試み、京城帝国大学に漢学の科目をおき、儒教教育を任せようとした。しかし斎藤総督の構想は実現せず、韓国儒教の教育は斎藤が構想した明倫学院に回されるようになった。京城帝国大学支那哲学講座の藤塚ら2名は明倫学院の講師を担当した（国会図書館人名辞典・大阪毎日朝鮮版）。
帝国政府は朝鮮において儒教利用の政策を目論んでいたが、斎藤實総督と鄰らが行ったのは、通常の儒学教育であったとみられている。
1940年（昭和15年）京城帝国大学を定年退職し帰国。
政治、外交、民族を超えた儒学思想を持っていた鄰は、自らの世界観に基づいた儒学教育を行っていた逸話が残っている。
第二次世界大戦前の日本領朝鮮にて混みあった汽車に乗った際、「朝鮮人は立て」と言った日本人をたしなめ、帰宅後家族に道義に反することがあったと話をしたことが親族に伝わっている。
また、後述する戦時中の李氏朝鮮後期の文人、金正喜（キム・ジョンヒ）に関する逸話や、岩手県の一関第二高等学校での講演の内容からも信念が窺い知れる。

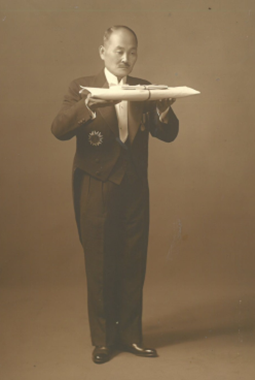
京城帝大教授在職中の1937年（昭和12年）1月18日に藤塚鄰は昭和天皇に漢書を進講

京城帝国大学教授在職中の1937年（昭和12年）1月18日に藤塚鄰は昭和天皇に漢書進講を行う。鄰は天皇に進講したことを大変名誉に感じていた。感激のあまり出された菓子をすぐに食べる事ができずに暫く神棚に供え、いざ食べようとした時には、傷んでおり食べられなかったことが親族に伝わっている。

### 大東文化学院教授時代から岩手県前沢疎開まで

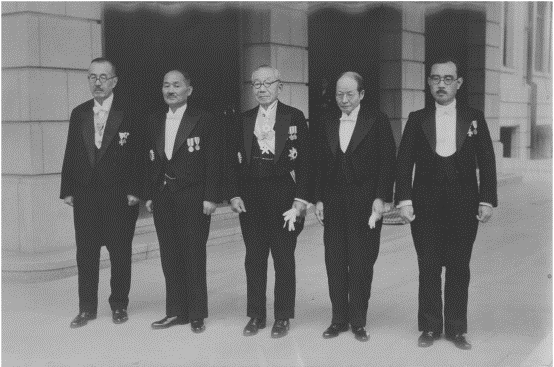
左から2人目・時期不明、皇居宮内庁前か

朝鮮から帰国した鄰は1940年（昭和15年）に、大東文化学院（現：大東文化大学）教授に就任。大東文化学院は、漢学儒学を重視した教育の場として、帝国議会衆議院本会議の議案可決により1923年（大正12年）に設立された教育機関である。
鄰は、京城帝国大教授としてソウルに赴任して以降、没後70年が経過した金正喜が手掛けた書画や関連書籍を収集。「歳寒図」はその中で特に愛着が深く、1939年（昭和14年）に自らの還暦を記念して印影本を100部制作して知人らに配った。
藤塚は手塩にかけた「歳寒図」を日本に帰国する際に持ち帰ったが、それを売ってほしいと、藤塚の東京の自宅を2カ月間1日も欠かさずに訪ねたのが、韓国人書家の孫在馨（ソンチェヒョン1903 - 1981年）だった。藤塚は「私は朝鮮の文化財を愛するあなたの誠の心に感嘆した。私たちは正喜を師として尊敬する同門だ」と在馨を認め、終戦直前の1944年（昭和19年）、作品を無償で譲った。
後に「歳寒図」は韓国国宝に指定された。2021年（令和3年）、ソウルの国立中央博物館が、大韓民国指定国宝に指定された金正喜の絵画「歳寒図」(セハンド)の特別展を開催。藤塚が日本統治下のソウルで購入して東京に持ち帰った同作を太平洋戦争末期に、韓国人書家に無償で譲った逸話など、知られざる日韓の文化交流史に光を当てている。
無償譲渡から三か月後、鄰の東京の自宅はアメリカ軍の空襲で全焼。結果的に「歳寒図」は焼失を免れ、鄰は岩手県前沢の生家に疎開し、親族知人との旧交を温めることになった。
疎開中に鄰は親戚縁者に、20点余りの儒学や信念に基づいた書を残している。贈られる側の職業や志、名前にちなんだ書からは、鄰の心遣いが感じられる。他にも写真、書籍、手紙、「歳寒図」複写本と解説、直筆原稿等の資料が地元に残っている。
終戦直後の1945年（昭和20年）秋には一関第二高等学校で講演を行い、講演の内容に関わる論語の一説を揮毫し関係者に贈っている。「君子敬而無失、與人恭而有禮、四海之内、皆爲兄弟也」「君子たるものが行いを慎んで落ち度がなく、他人と交わって礼儀正しかったら、世の中の人は残らず兄弟となる」

### 終戦後から最晩年

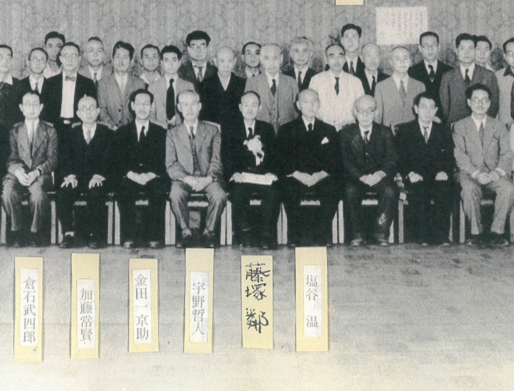
昭和23年(1948)鄰古希祝、学士会館にて

終戦後は東京に戻り、大東文化学院で再び教鞭を執った。1948年（昭和23年）、大東文化学院総長に就任。同年7月には鄰の古希祝が学士会館で行われ、金田一京助を始め帝大教授多数が参加し、記念の写真が残っている。しかし、この頃胃癌に罹患していたことが判明した。
新制大学・大東文化大学誕生を見ずに同年12月24日に死亡した。総長在任期間は9カ月であった。

## 家族・親族
- 藤塚知直 江戸期の鹽竈神社神職 名字の由来は名取郡藤塚浜 （ふるさとの歴史 33 河北新報 1964年12月13日 5面）
- 藤塚知明 知直の娘婿 神職・学者 林子平と親交 神仏習合による対立に関わり幽閉死亡 （ふるさとの歴史 33 河北新報 1964年12月13日 5面）
- 佐々木千代治 佐々木家六代当主 上野原開拓の父[17]堤に名が残る 鄰が頌徳碑篆額
- 藤塚明直 鄰の子 親韓派東洋哲学者 鄰の論文を編集し出版[11]
- 藤塚知義 鄰の子 武蔵大学教授経済学部長
- 駒田信二 鄰の娘節子の夫 作家・中国文学者、早稲田大学教授
- 駒田和子 鄰の孫 [11]

## 著書

### 単著
- 『日鮮清の文化交流』中文館書店、1947年12月。 NCID BN06805767。全国書誌番号:46004378 全国書誌番号:60006405。
- 『論語総説』弘文堂、1949年5月。 NCID BN03831760。全国書誌番号:49003975。
  - 『論語総説』（復刻版）国書刊行会、1988年11月。 NCID BN03246862。全国書誌番号:89016270。
- 『論語の味読』孔子生誕二千五百年記念会、1949年10月。 NCID BA72814099。
- 藤塚明直 編『清朝文化東伝の研究 嘉慶・道光学壇と李朝の金阮堂』国書刊行会、1975年4月。 NCID BN02444849。全国書誌番号:74009013。

### 共著
- 藤塚鄰、森西洲『孫子新釈』弘道館、1943年11月。 NCID BN11235012。全国書誌番号:46014694。

### 回想
- 東方学会 編『東方学回想Ⅱ 先学を語る（2）』刀水書房、2000年2月。ISBN 9784887082496。
  - 関係者の座談での回想